# Абе Ленстра
Абе Ленстра (фриз. Abe Lenstra ['ɑ:bə 'lɛnstɾa], 27 листопада 1920, Геренвен — 2 вересня 1985, Геренвен) — нідерландський футболіст, що грав на позиції нападника. З ранніх років він грав за «Геренвен», а з 1955 року — в Енсхеде. У своїх 47 матчах за збірну Нідерландів він забив 33 голи. Є одним із найвідоміших фризів усіх часів і тому також включений до Канону історії Фризії.
Поряд з Йоганом Кройфом він вважається одним з найкращих нідерландських гравців 20 століття. Двічі він був визнаний нідерландським спортсменом року. Однак, незважаючи на те, що він здобув широку популярність серед уболівальників на футбольному полі, його примхливий і впертий характер майже не створив йому друзів серед товаришів по команді. Останні вісім років свого життя спортсмен провів в інвалідному кріслі через крововилив у мозок. Його рідний клуб після смерті футболіста назвав свій стадіон на честь Абе Ленстри.

## Ранні роки

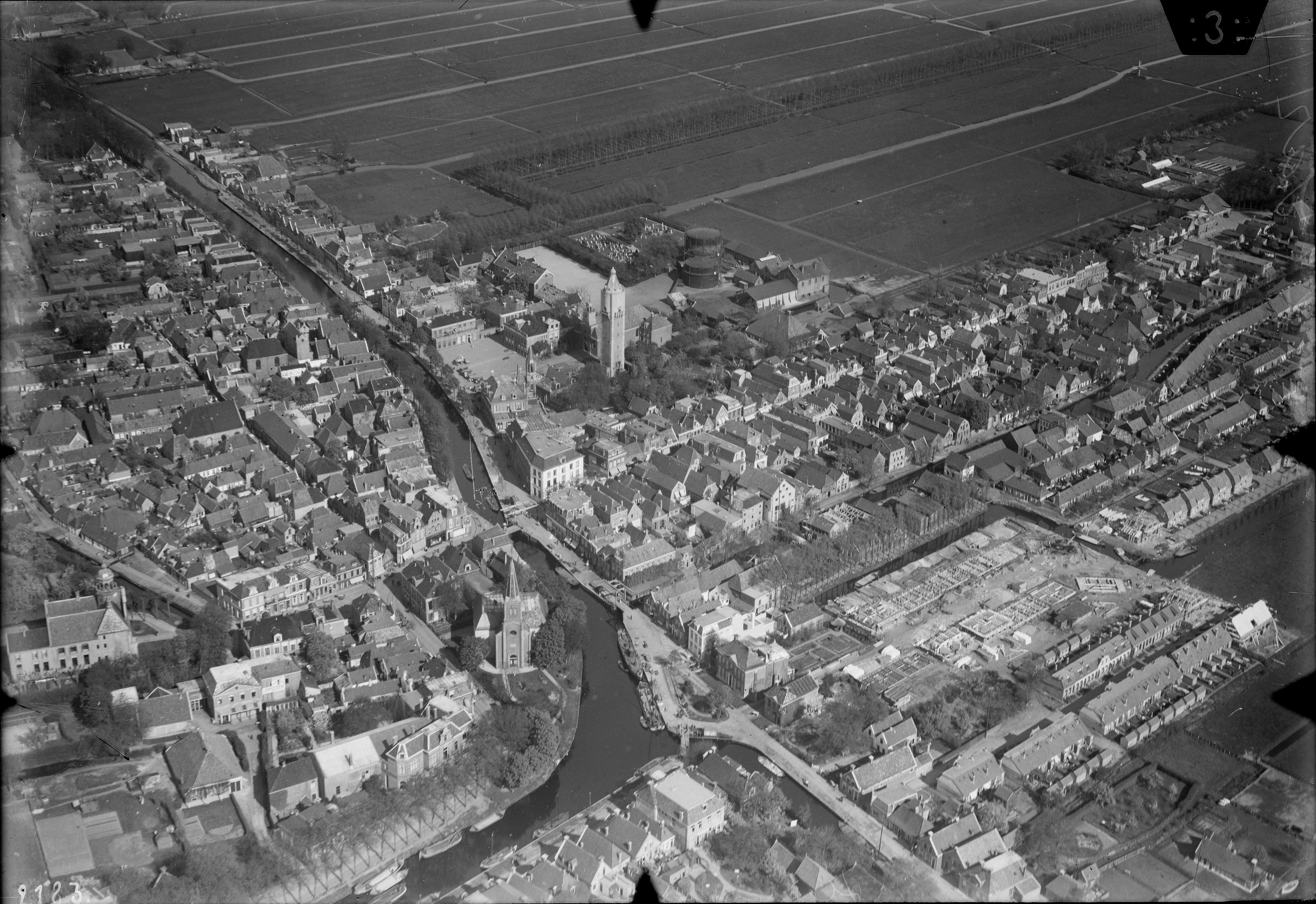
Геренвен, приблизно у 1920—1940 роки.

Абе Ленстра народився 27 листопада 1920 року як другий син складського робітника Міндерта Янса Ленстри та його дружини Янке, уродженої Суєрвельд. Після того, як його брата Яна, старшого на півтора року, назвали на честь дідуся Ленстри, молодший нащадок отримав ім'я батька Янке Абе Вітзеса Суєрвельда. Ім'я було сімейною традицією принаймні з 1500 року, коли предок на ім'я Абе Ганіа одружився з жінкою знатного походження. Сім'я спочатку жила в робітничому районі; Обидва діди та Міндерт Ленстра були прихильниками Фердинанда Домели Ньївенгейса (1846—1919), який був однім із перших соціалістів у Фрисландії. В результаті Абе і його брат виросли в атеїстичному середовищі; У День праці на їх будинку, як і майже на всіх будинках їх вулиці, висів червоний прапор. Коли батько Ленстри отримав кращу посажу комівояжера, сім'я переїхала в середовище більш середнього класу, але зберегла свої політичні переконання; Янке Ленстра працювала у місцевій жіночій асоціації Соціал-демократичної робітничої партії, а родина читала соціалістичну щоденну газету Het Volk.
Як і багато гравців його покоління, Абе Ленстра навчився грати у футбол на вулиці. З однокласниками, як своїми, так і старшого брата, він ніколи не втрачав нагоди пограти паперовими, тенісними та футбольними м'ячами. Від природи він був правшею, але завдяки постійним тренуванням навіть у дитинстві міг однаково добре бити м'яч обома ногами. У травні 1931 року він вперше привернув увагу на щорічному шкільному турнірі, спонсором якого був «Геренвен». Абе був наймолодшим і найменшим учасником і грав у команді зі своїм братом Яном. Після турніру наступного року новий тренер «Геренвена», англієць і колишній гравець «Чарльтона» Сід Касл, також визнав талант хлопчика. Через три дні після свого дванадцятиріччя Або Ленстра став членом клубу. У той час як його брат Ян, який був на півтора роки старший, уже виступав у першій молодіжній команді, Абе спочатку використовувався у другій молодіжній команді. Але в своїх перших іграх він забив стільки голів на позиції центрфорварда, що швидко піднявся до команди Яна.

## Кар'єра в клубі

### 1932—1950: Початок кар'єри у «Геренвені»
У сезоні 1932/33 австрієць Отто Пінтер, колишній гравець віденського «Рапіда», тренувався з фризами. У той час як Касл започаткував англійський стиль гри з довгими пасами на фланги, Пінтер був прихильником технічно складнішої комбінаційної гри «вундертіма» з його батьківщини. Ленстра перейняв це від Пінтера. Австрієць порівняв ігровий інтелект і техніку Абе з Маттіасом Сінделаром, який на той час вважався найкращим гравцем на континенті.
1 березня 1936 року Абе Ленстра разом зі своїм братом дебютував у другій чоловічій команді «Геренвена», Ян грав на лівому фланзі, Абе на правому. Абе забив три голи в переможному (12:1) матчі проти «Алсідеса» (Меппель); Ян був викликаний до основної команди після шести голів. Абе довелося чекати до літа, перш ніж його включили до складу першої команди на товариський турнір, яку тепер знову тренував Касл, що повернувся з Англії. 16 липня 1936 року, коли Ленстрі було ще 15 років, він вперше з'явився в складі «джентльменів», зігравши праворуч, оскільки ліву позицію займав найкращий бомбардир команди Ян «Боб» Крікке. У матчі проти «Горредійка», який закінчився з рахунком 2:2, Ленстра зрівняв рахунок, забивши «розкішний гол», як повідомляв хронік газети Nieuwsblad van Friesland.
Ленстра грав настільки добре, що до нього зацікавилися навіть закордонні клуби. «Гаддерсфілд Таун», великий клуб того часу в Англії, хотів гравця, але батько і мати Ленстри не хотіли, щоб маленький Абе поїхав до Англії.

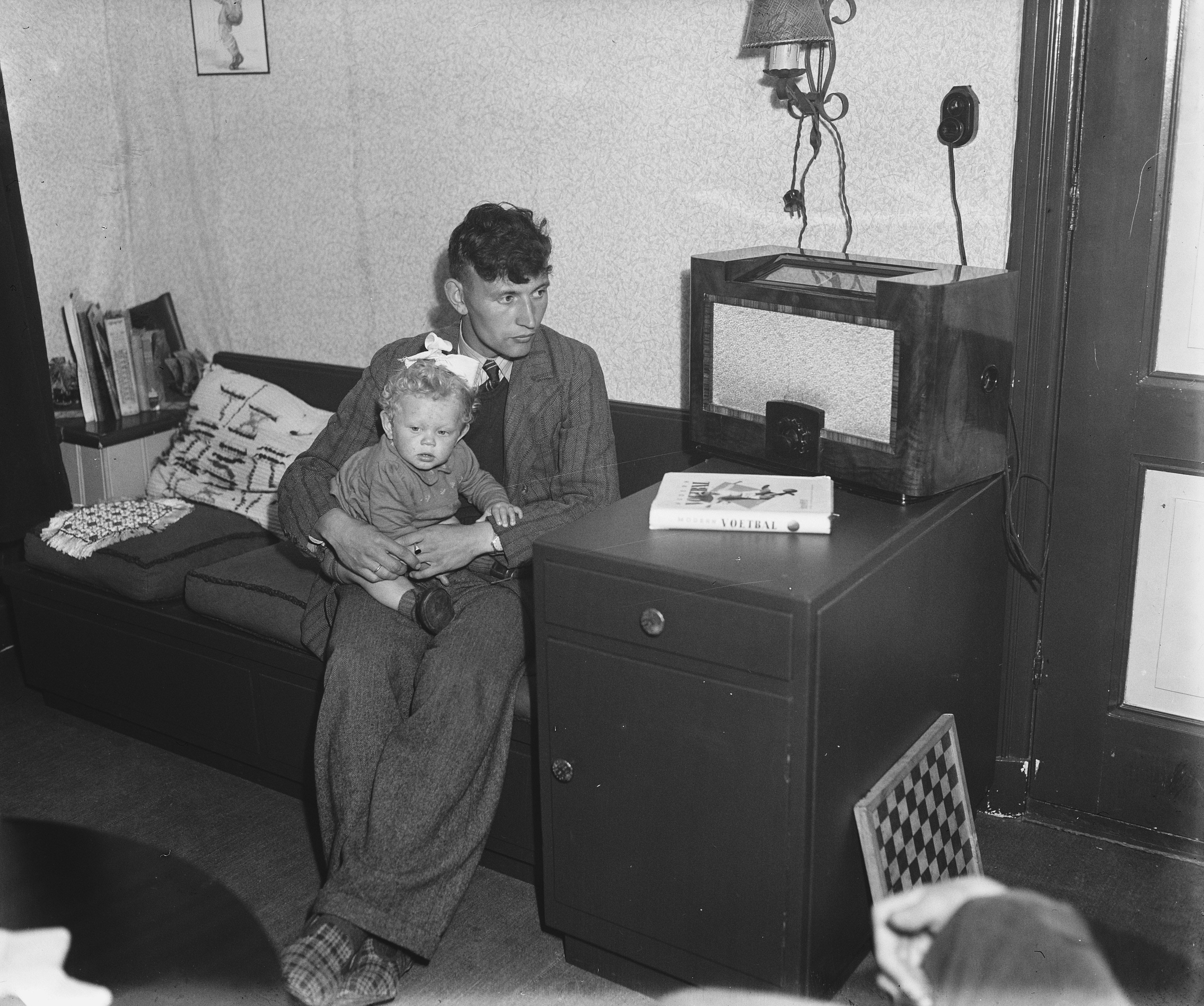
Абе Ленстра слухає радіо з донькою. 1948 рік.

У наступному сезоні 1936/37 Абе Ленстра вже здобув постійне місце в рідній команді. Цього сезону нападник був одним із найкращих бомбардирів у Тведе Классе, другому дивізіоні Нідерландів, з 19 голами, і таким чином зробив значний внесок у підйом «Геренвена» до найвищої ліги. З 1937 року команда закріпилася у вищому дивізіоні Ерсте Классе. Завдяки Ленстрі, який досі вважається найкращим футболістом, який є вихованцем «Геренвена» команда змогла щороку входити до фінального раунду чемпіонату Нідерландів як чемпіони Півночі з сезону 1941/42 до сезону 1950/51. Найкращим місцем у чемпіонаті Нідерландів було двічі друге місце в сезонах 1946/47 і 1947/48. Футбол тривав на півночі Нідерландів до останнього року війни, в тому числі під час Другої світової війни.
Восени 1942 року «Геренвен» був змушений тимчасово обійтися без свого зіркового гравця: футбольна федерація дискваліфікувала Ленстру через те, що він порушив статус аматора, але не у футболі: як і кілька фризьких гравців, він брав участь у змаганнях з катання на ковзанах і отримував призові за це. Під час голодної зими 1944/45 років у Фрисландії все ще було достатньо їжі, тому багато людей прибуло з півдня та заходу країни, де постачання було припинено. Члени «Геренвена» прийняли гравців «Аяксу», які втекли з Амстердама на човні через Ейсселмер. Гілтє «Гіл» Ленстра-Вісман, яка одружилась з Абе у 1944 році, згадувала, що Ар'є де Віт зупинявся у новоспеченої пари; Загалом близько 80 жителів Амстердама проживали з «Геренвеном», з якими Абе грав у футбол на стадіоні. Протягом цього часу він також продовжував присвячувати себе ковзанярському спорту і зміг виграти кілька регіональних чемпіонатів з шорт-треку; Йому довелося скасувати участь у національному чемпіонаті в 1945 році через тренувальну травму, але наступного року переміг чемпіона Кеса ван Ейкерена в гонці в Геренвені.

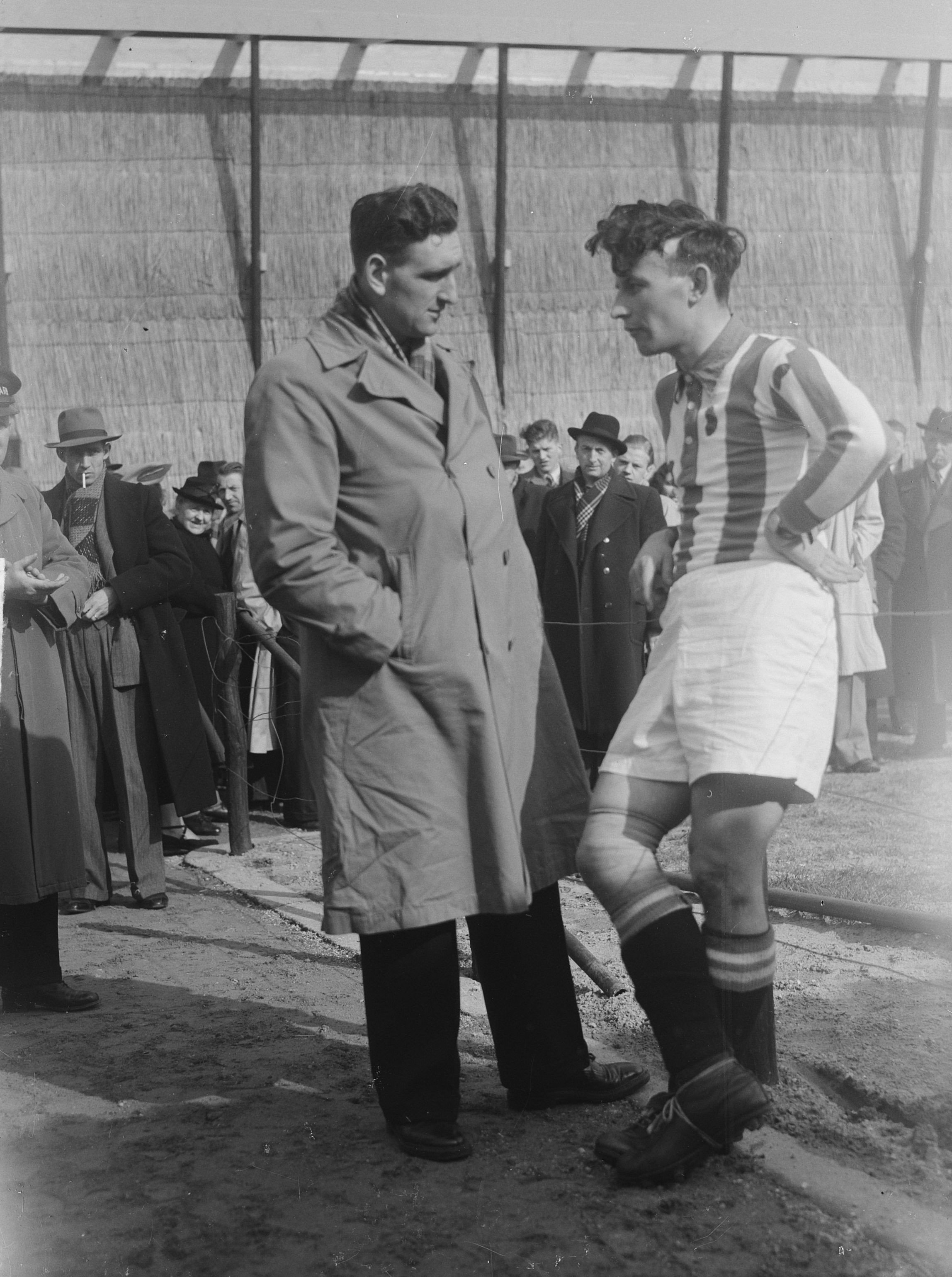
Абе Ленстра (праворуч) у розмові з голландським футболістом Пітом Краком. 1949 рік.

Ленстра володів умінням бити як правою, так і лівою ногою. «Інтуїтивно зрозумілий, креативний, технічний», — сказав про нього Кес Рейверс. Він проходив суперників ідеальною технікою і кількома обманними рухами. Він був одним із перших великих гравців, які почали грати м'ячем зовнішньою стороною стопи, а стометрівку він пробігав за 10,9 секунди, що на той час було рекордом Фризії, але на полі часто залишався флегматичним. Іноді створювалось враження, що його навіть не було в грі, але потім швидко дивував партнерів і ворогів блискучим пасом, хитрим прийомом або фатальним ударом.
У двох іграх він зробив собі ім'я як боєць, який привів свою команду до перемоги навіть тоді, коли вона майже безнадійно була втрачена. Першим був матч проти «Маастрихта» 21 червня 1947 року, коли «Геренвен» переміг з рахунком 7:6, програючи по ходу матчу 0:4. Його найвідоміша гра у складі фризької команди відбулась 7 травня 1950 року проти амстердамського «Аякса», у складі якого на той час був Рінус Міхельс. За півгодини до фінального свистка команда Абе програвала 1:5. Але фризам вдалося перетворити відставання в перемогу 6:5. Ленстра забив перші два голи і відіграв важливу роль у підготовці інших голів.
Як у кожного генія, Ленстра також мав свої недоліки. Наступного року «Геренвен» грав у чемпіонаті нижче своїх можливостей, а Ленстра, який не почувався у повній формі, просто пропустив домашню гру проти столичного "Блау-Віта". Він навіть не прийшов на стадіон, щоб подивитися гру; Журналістові він сказав, що «втомився від футболу».

### 1950—1955: перехід до професіонального футболу

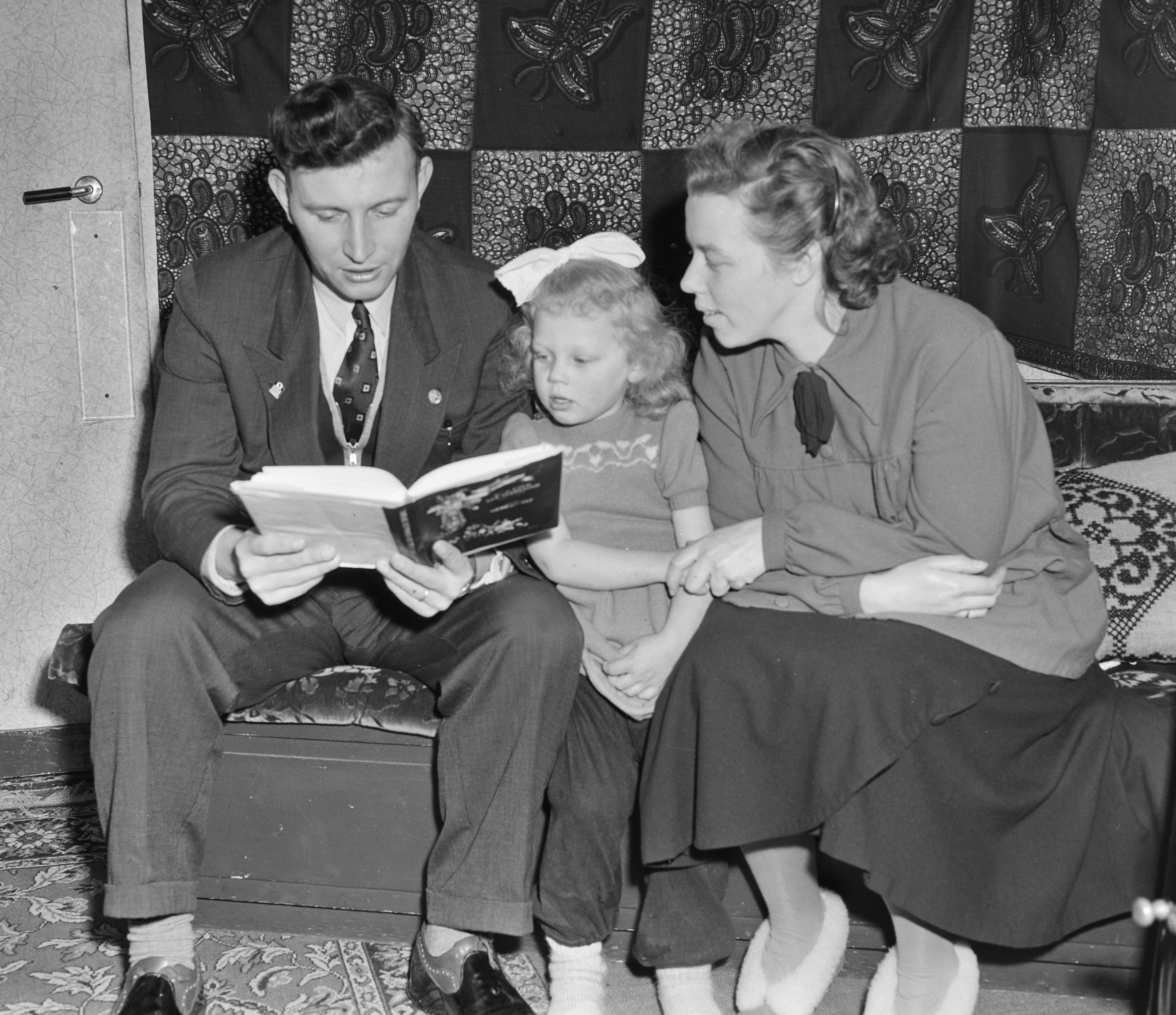
Абе Ленстра з сім'єю. 1952 рік.

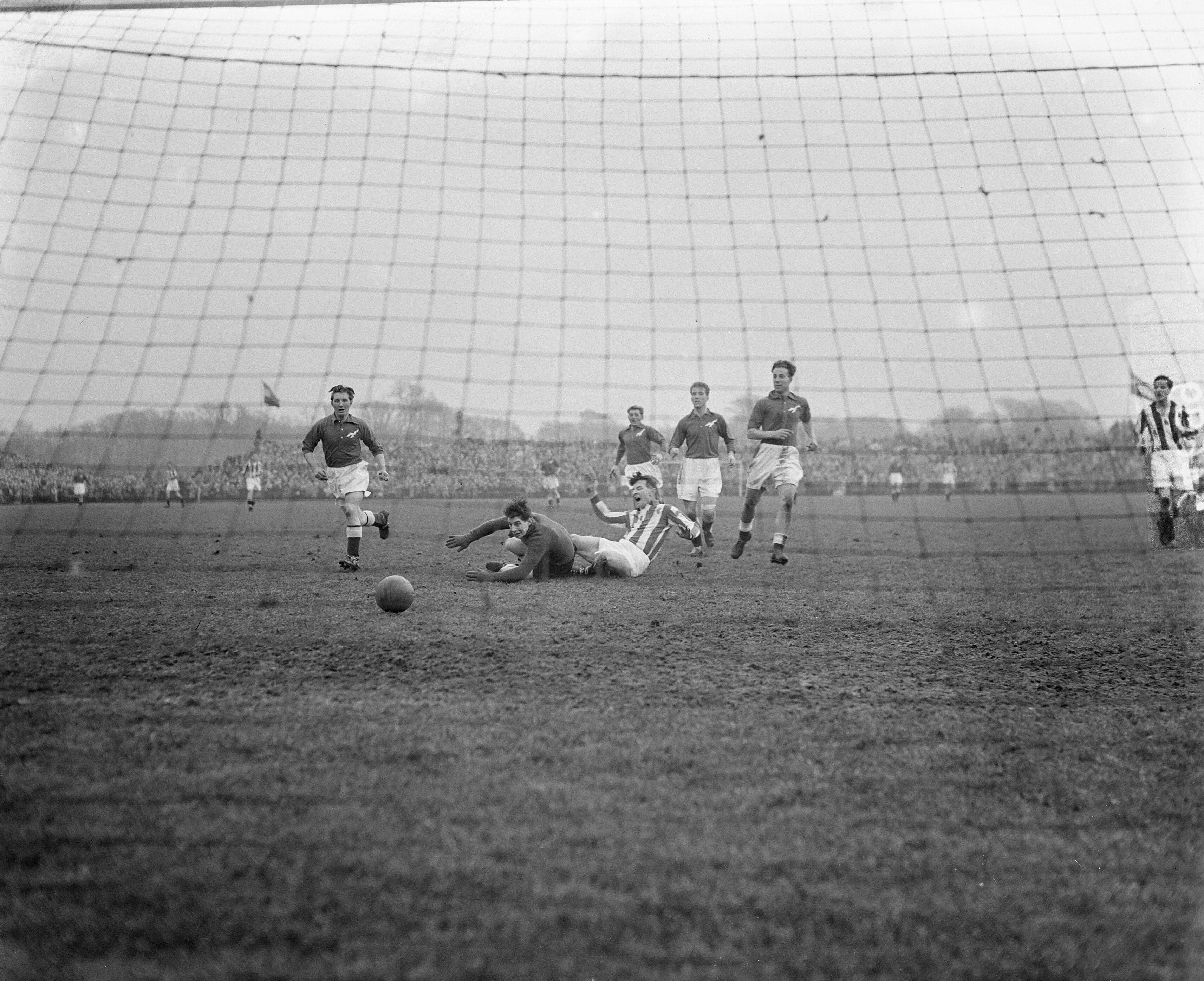
Абе Ленстра забиває за «Геренвен». 1952 рік.

Абе Ленстру сватали багато європейських професійних клубів; Ще в 1937 році «Гаддерсфілд Таун» зробив письмову пропозицію, яку Міндерт Ленстра, член правління клубу на той час, перехопив і приховав від усіх. Повідомляється, що «Мілан» запропонував 60 000 гульденів за трирічний контракт і 325 гульденів зарплати без бонусів, «Інтер» і «Рот-Вайс Ессен» пізніше намагались переманити гравця, а «Фіорентина» запропонувала йому 100 000 гульденів наприкінці 1950 року. гігантську суму на той час; Ленстра мав отримати 50 000 гульденів після підписання контракту та ще 50 000 після свого першого виступу в чемпіонаті; плюс 600 гульденів місячної платні. Коли це не спрацювало, флорентійці, кажуть, навіть надіслали чистий чек. Але Ленстра не підписав, оскільки не хотів втрачати свою пенсійну роботу в місті. Його владний батько та родинне походження, безумовно, зіграли свою роль у цьому рішенні. Міндерт Ленстра — один із небагатьох людей, яких Абе все ще слухав — порадив своєму синові: «Будь обережним, щоб гроші не взяли над тобою владу». Абе відхилив усі пропозиції з-за кордону, аргументуючи це тим, що не хоче продавати себе в «рабство».
Крім футболу, Абе Ленстра продовжував працювати в муніципальній адміністрації в офісі мешканців у своєму рідному місті, де в 1955 році він заробляв майже 500 гульденів на місяць, майже вдвічі більше, ніж середній службовець. У нього було дві доньки зі своєю дружиною Хілтє. Маленька родина могла жити досить розкішно за рахунок фінансових пожертвувань і подарунків уболівальників, зокрема, а його брат Ян, який давно не грав у футбол, мусив годувати п'ятьох дітей. «Якщо я отримував 25 центів, то він отримував гульден», — пізніше описував Ян Ленстра. Але Абе не витрачав жодних думок на підтримку свого брата — родинні зв'язки більш-менш розірвалися з роками і майже не зникли після смерті його батька Міндерта Ленстри в січні 1955 року.
Тим не менш, він волів би взагалі не покидати «Геренвен», якби не було гострих розбіжностей у клубі в 1954/55 щодо запровадження професіоналізму. Правління хотіло зберегти аматорський статус, однак Ленстра хотів бачити професіональний клуб, щоб використати свої контакти і переманити відомих гравців у Фрисландію. Але після того, як старе правління пішло у відставку, новий голова Гендрік Шут, привів на ці посади людей, які продовжили курс збереження аматорського статусу команді. Зрештою Ленстра відіграв до кінця сезону, але без батька йому було легко ухвалити рішення покинути Геренвен і його клуб.

### 1955—1960: Виступи за «Енсхеде»
Генні Мерінг, колишній гравець спортивного клубу «Енсхеде», а згодом бізнесмен, уже зв'язувався зі своїм колишнім одноклубником Ленстрою улітку 1954 року. На той момент спортивний клуб вирішив якомога швидше перейти до професійного футболу, запроваджувався у Нідерландах, і запропонував Ленстрі роботу в муніципалітеті Енсхеде, яка була еквівалентною його роботі в Геренвені, але згодом її отримав інший претендент. Щоб переконати Ленстру, йому пообіцяли посаду керуючого директора в новоствореному гуртовому магазині спортивних товарів. Бонус у 15 000 гульденів зробив свою справу, і Ленстра погодився перейти до «Енсхеде» на сезон 1955/56. У переговорах клубів щодо суми трансферу 34-річного гравця домінували бізнесмени з Енсхеде, які завдяки навичкам ведення переговорів і законним хитрощам, змогли легко здобути гравця, а фризи врешті-решт отримали дохід лише від двох товариських ігор, зіграних між цими командами. В результаті клуб витратив лише трохи більше 11 000 гульденів за гравця, який коштував би 100 000 гульденів для інших клубів, що пізніше підтвердив Егідіус Йостен, засновник першого голландського професійного клубу «Фортуна '54».

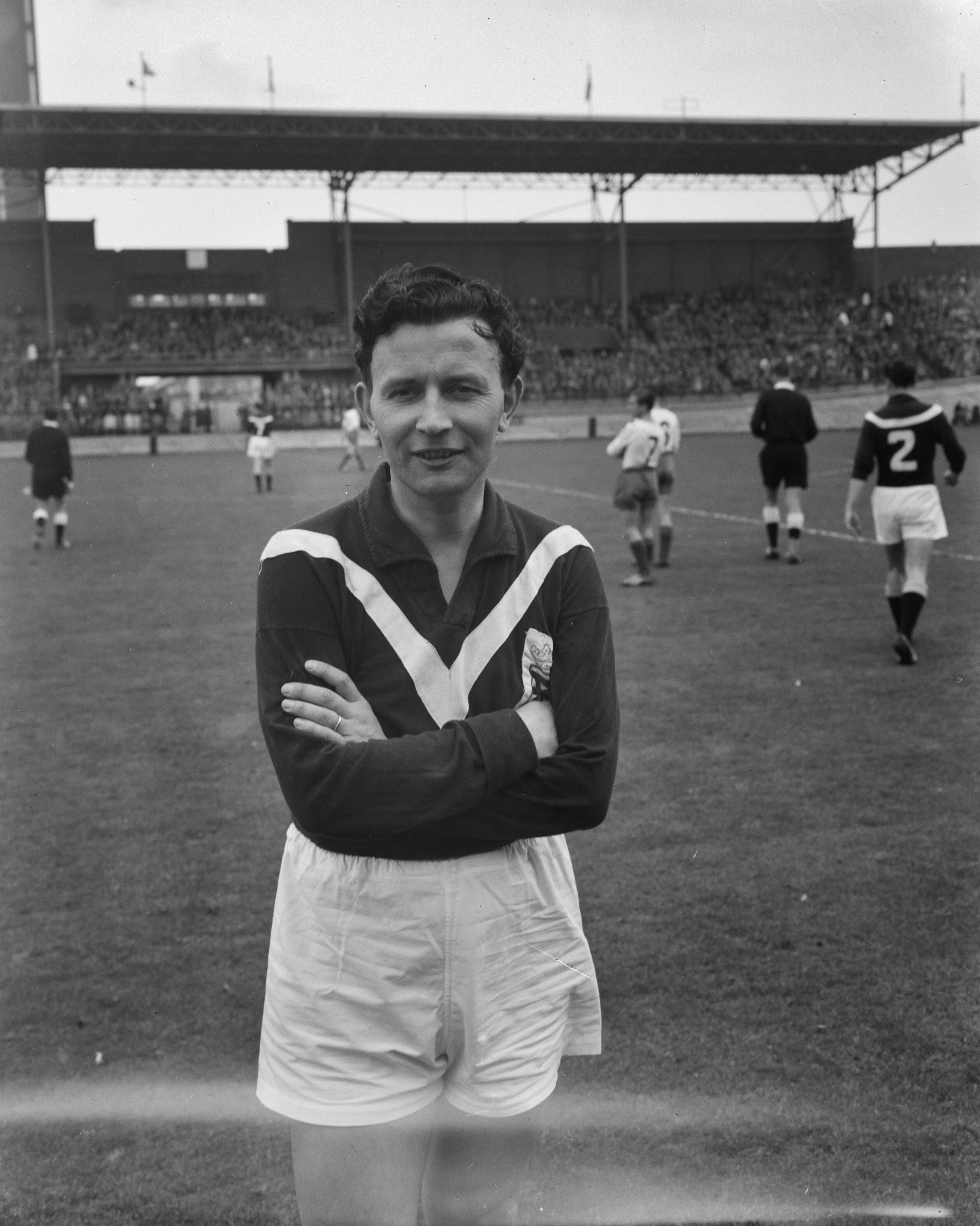
Абе Ленстра у складі «Енсхеде». 1960 рік.

Ленстра офіційно був у спортивному клубі лише з 1 липня 1955 року, але в травні та червні він з'явився у двох товариських іграх проти еімецьких клубів «Пройсен Мюнстер» та «Шальке 04». В «Енсхеде» Абе зустрівся не лише з товаришами по збірній, такими як Йоп Одентал і Герріт Вогес та тренером Япом ван дер Леком, а й деякими гравцями свого рідного клубу, такими як Йоп Янссен. Молодий лівий вінгер згадав, що відчули жителі Енсхеде, коли дізналися, що кумир приєднається до них: «Ніхто не очікував, що Ленстра приїде в Енсхеде. Для нас це було занадто добре, щоб бути правдою; Хто б не хотів пограти з Абе?». Ван дер Лек уже тренував команду протягом року і привів її до 5-го місця. 8 серпня 1956 року клуб відкрив свій новий стадіон «Дікман» ще одним товариським матчем проти «Пройсен Мюнстера», який «Енсхеде» виграв з рахунком 3-0, а Ленстра забив історичний перший гол в історії стадіону. Ленстра також досяг успіху в першій грі чемпіонату через три тижні, забивши два голи в матчі проти ПСВ (5:1) в Ейндховені. За підсумками сезону спортивний клуб посів друге місце разом з «Рапідом» у своїй групі, яке дозволяло вийти на наступний сезон до новоствореної Ередивізі, єдиного чемпіонату.
У першому сезоні Ередивізі, коли Франтішек Фадрхонк став головним тренером замість ван дер Лека, команда Ленстри фінішувала третіми, поступившись лише чемпіонам «Аяксу» з Амстердама та «Фортуні'54». Фриз не був задоволений новим тренером, який грав занадто від оборони. Оскільки Ленстра не любив відпрацьовувати в обороні, його товаришам по команді доводилося долати більші відстані, що не особливо сприяло командній атмосфері. Тим не менш, 15 червня 1958 року Абе Ленстра з командою, в якій також грав Рінус Шап, один із його небагатьох друзів, були дуже близькі до того, щоб нарешті виграти титул чемпіона країни. Він не зміг зіграти в тринадцяти іграх протягом сезону через жовтяницю, травми та внутрішні проблеми (оскільки він не хотів грати на лівому фланзі, як вимагав Фадрхонк). Але в кінці сезону він був у формі. «Енсхеде» та ДОС з Утрехта набрали рівну кількість очок і чемпіон мав бути визначений в золотому матчі. Проте «Енсхеде» програв 0:1 після третього додаткового часу (сім з половиною хвилин) гри через гол тодішнього «найкращого центрфорварда Нідерландів» Тонні ван дер Ліндена. Йоп Янссен бачив причину втрати титулу в розбраті всередині команди: «Через всі тертя між гравцями ми втратили чемпіонство на всі сто відсотків, і не тільки в 1958 році». Команда розпалася; Ленстра також хотів залишити клуб, але перехід до «Блау Віта» не вдався через високу суму трансферу у 80 000 гульденів, яку просив «Енсхеде». В результаті Ленстра продовжив контракт зі спортклубом на два роки.
Перед вирішальним матчем чемпіонату Ленстра пробував свої сили у співі; Він був першим голландським спортсменом, який 21 травня 1958 року записав у студії платівку, сингли Geen worden, maar daden і Bij ons in Holland. За словами журналіста Юрріта ван де Ворена він залишив пастинку диктором стадіону перед грою проти ДОСа, щоб той міг її включити на церемонії нагородження, але цього не сталося, тому що «Енсхеде» програв. Сингл був випущений Philips, але не досяг великого успіху в продажах і зараз вважається рідкістю.
Навіть не досягнувши успіху як співак, Ленстра добре заробляв. Спортивний клуб платив 75 гульденів за перемогу, 45 гульденів за нічию, і навіть після поразки Ленстра міг отримати 25 гульденів. Всього у 1958 році він отримав близько 3600 гульденів від клубу, приблизно максимальну суму, затверджену федерацією для голландських професіоналів. Крім того, існували бонуси за міжнародні матчі від 50 до 150 гульденів і за гостьові виступи, за які виплачувалися значні суми. Крім того, як пізніше виявив його друг і менеджер Віллем тер Ріт, він отримував від клубу додатково п'ять-шість сотень гульденів на місяць. Це зробило його одним із найоплачуваніших голландських професійних футболістів свого часу; Однак у міжнародному порівнянні ця сума була досить невеликою: в Англії професіоналам у ті роки платили еквівалент від 15 000 до 20 000 гульденів за сезон.

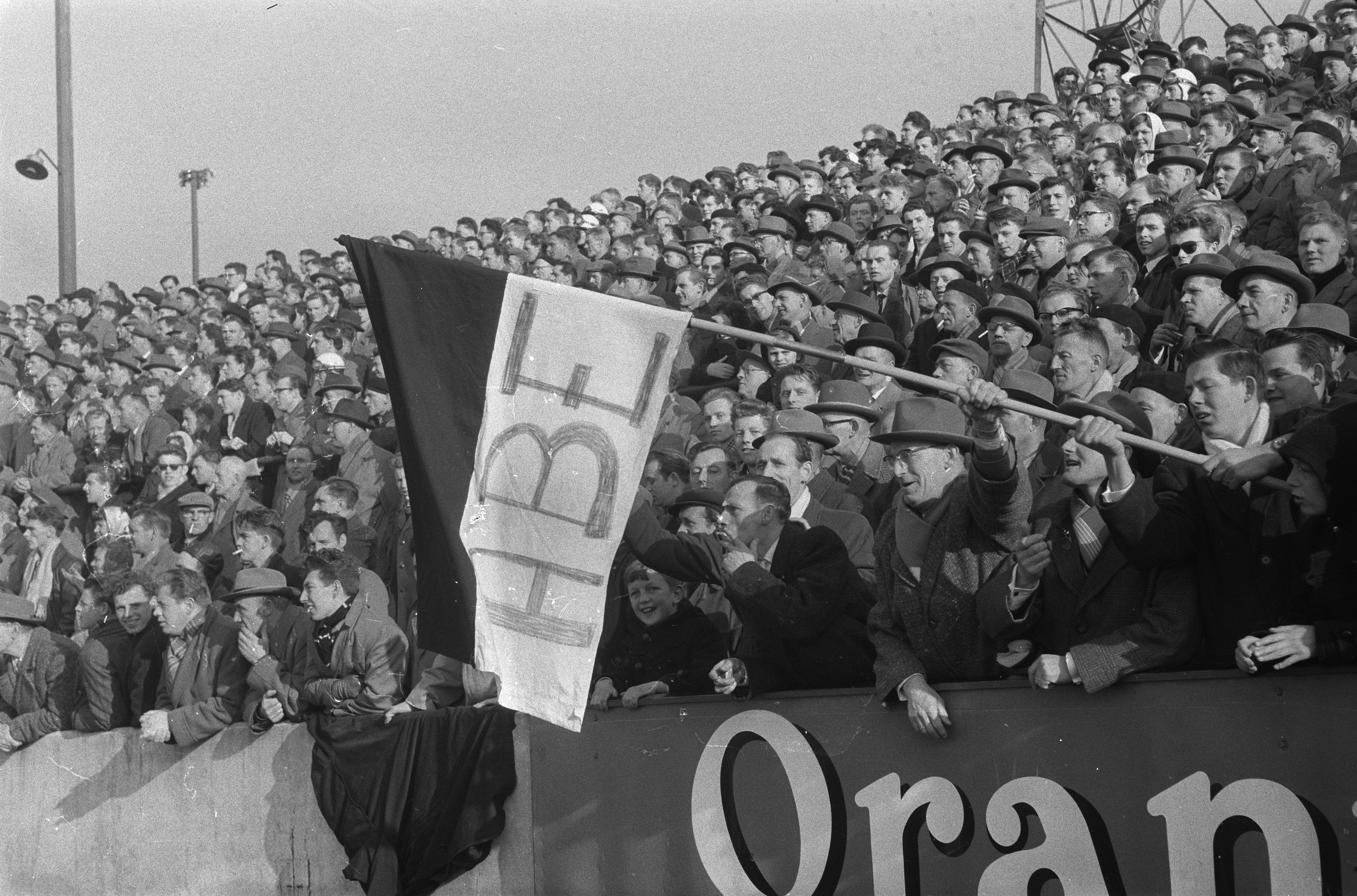
Вболівальники «Енсхеде» з прапором на честь Абе Ленстри під час гри проти «Аяксу». 6 березня 1960 року

У сезоні 1959/60 спортивний клуб «Енсхеде» опинився під загрозою вильоту після дев'яти поразок поспіль у першій половині сезону. Відносини між Фадрхонком і Ленстрою вже остаточно зіпсувалися, і коли тренер сказав своїй зірці, що більше не може дозволити йому грати зліва, стався скандал. Як він робив кілька разів у минулому, Ленстра відмовився ухвалити рішення. Але його становище вже не було достатньо високим. Тренер і клуб виключили його з першої команди і перевели до другої команди. Але його амбіції були досить великими, щоб захотіти показати їх знову.
У резерві Абе виступав добре, забивши вісім голів у шести матчах. Оскільки команда піднялась із зони вильоту без Абе Ленстри, Фадрхонк повернув його назад — не помилково, адже в дев'яти іграх сезону, що залишилися, Ленстра забив дев'ять голів, іноді грав, як у свої найкращі роки, і допоміг команді піднятись на дев'яте місце в таблиці.

### 1960—1963: виступи за «Енсхедезе Бойз»
Всього Ленстра забив 89 голів у 135 іграх за «Енсхеде», але вік брав своє; Для майже 40-річного гравця вже не було місця в команді Ередивізі. Йому робили пропозиції різні клуби, в тому числі «Блау Віт», але переговори знову провалилися через необхідну суму трансферу. Зрештою, міські суперники «Енсхедезе Бойз» придбали гравця за 45 000 гульденів. Команда робітничого клубу щойно була підвищена до Ерстедивізі, другого дивізіону країни. Ленстра знав багатьох гравців «зелено-білих», оскільки часто спостерігав за їх тренуваннями. Ця зміна була ідеальною для його сім'ї, оскільки життя могло продовжуватися без переїзду чи інших змін. За іронією долі, першою грою для нового клубу став кубковий матч проти «Енсхеде», на їх домашньому стадіоні «Дікман». Перед грою «Бойз» з гордістю представляли фризького ветерана, а в той же час «Енсхеде» зміг представити його наступника в цьому матчі — не кого іншого, як чемпіона світу 1954 року німця Гельмута Рана. Але Ленстра та його команда несподівано виграли 2:0 у своїх класом вищих суперників, причому Ленстра забив перший гол. Таким чином він відразу завоював симпатії вболівальників і заклав основу для двох успішних спортивних сезонів, під час яких деякі журналісти навіть закликали повернути його до національної збірної.
У квітні 1962 року тренер Бас Пауе покинув команду і Ленстра взяв на себе обов'язки тренера-гравця, хоча і нема фактично необхідної тренерської ліцензії.
На наступний сезон у другому дивізіоні клуб найняв молодого вчителя гімнастики Фолькерта Віссера, який мав необхідний сертифікат. Однак Віссер працював переважно фітнес-тренером, всі інші завдання були в руках Абе Ленстри. У середині сезону 1962/63 були хороші шанси на вихід до Ередивізі, але стало зрозуміло, що клуб не в хорошому фінансовому становищі. Злиття зі «Енсхеде», який також мав фінансові труднощі, розглядалося як єдиний шанс продовжити грати на професіональному рівні у майбутньому. Тож Ленстрі сказали, що краще не підвищуватись у класі. Через це Абе втратив інтерес до гри, а разом з цим втратила силу і команда. Сьомий гол Ленстри в сезоні проти ДГК 4 листопада 1962 року став останнім голом у чемпіонаті в його кар'єрі. Правління за сім турів до кінця сезону постановило, що Ленстра повинен бути лише тренером і більше не грати. «Енсхедезе Бойз» завершили сезон на третьому місці — позаду місць підвищення.
Абе Ленстра завершив свою активну кар'єру в 1963 році у віці 42 років. Він забив 651 гол у 677 іграх чемпіонату та Кубка за 26 сезонів за «Геренвен», «Енсхеде» та «Енсхедезе Бойз». Додавши його 33 голи в міжнародних матчах, Абе Ленстра загалом має 684 голи в 724 офіційних іграх — в середньому 0,94 голи за гру. Для порівняння: Пеле забив 765 голів у 827 офіційних іграх (0,93), а Йоган Кройф забив 400 голів у 709 змаганнях (0,56)..

## Національна збірна

### 1937—1940: Юнацький рівень
Після того, як Ленстра став найкращим бомбардиром «Геренвена», він був обраний до молодіжної збірної Фрисландії. У віці 16 років Ленстра вперше виступив за команду Північних Нідерландів у листопаді 1937 року в Ганновері проти збірної Північної Німеччини. За його власною заявою, Ленстра був настільки вражений стадіоном Гінденбурга з двома трибунами, розрахованими на понад 20 000 глядачів, що гра «повністю пройшла повз нього». Його команда програла з рахунком 0:3, але преса вже бачила «гравця, який може стати важливим для півночі в довгостроковій перспективі». Північні голландці виграли «матч-реванш» в Гарені через рік 4:2 і усі чотири голи забив Ленстра.
У лютому 1938 року Абе Ленстра був викликаний до молодіжної збірної Нідерландів до 21 року. Незважаючи на те, що він лише вийшов на заміну проти бельгійської збірної в Роттердамі, це не зменшило його гордості за те, що його покликали — він був першим фризцем, який коли-небудь одягав футболку помаранчевих. Після перемоги «молодіжки» з рахунком 7:3 вони спостерігали матч своєї першої команди проти Бельгії, в якому Кік Сміт, що забив чотири голи, привів свою команду до перемоги 7:2. Сміт займав позицію ліворуч, на якій Ленстра грав у клубі. А на наступні матчі першої команди на цю позицію викликали партнера Абе по молодіжці Франса ван дер Вена, тому для Ленстри не було місця в національній збірній. Минуло більше двох років, перш ніж він вперше офіційно зіграв за Нідерланди.
Натомість він виступав за регіональні команди та другу збірну; Найбільш пам'ятним виступом за Нідерланди Б був матч 7 травня 1939 року проти Бельгії, у якій він забив три голи за останні десять хвилин і врятував безнадійний матч, перетворивши поразку 1:4 на нічию. В цей же день національна команда Нідерландів програла Швейцарії 1:2, а Ван дер Вен, на якого першочергово була зроблена ставка, не міг проявити себе, провівши сім міжнародних матчів, у яких забив лише один гол.
В результаті Ленстру було викликано до національної збірної на майбутній товариський матч проти Югославії, який був не офіційним міжнародним матчем, а радше тренувальним. У попередні тижні югослави перемогли англійців, яких вважали «непереможними», і лише з мінімальним рахунком поступилися чемпіонам світу Італії. Гра в Амстердамі не могла початися краще для Абе: лише через три хвилини після удару головою він пробив головою повз воротаря Любомира Ловрича, щоб зробити рахунок 1:0. В підсумку гра закінчилася з рахунком 4:1, і преса вихваляла фриза. У грудні 1939 року відбулася ювілейна гра на честь п'ятдесятиріччя KNVB проти сусідів з Бельгії; Ленстрі дозволили зіграти на позиції правого півнападника, але він забив лише один гол, який був скасований через офсайд. Крім того, ця друга поява також не була офіційним міжнародним матчем.

### 1940—1953: Від дебюту до першого завершення виступів

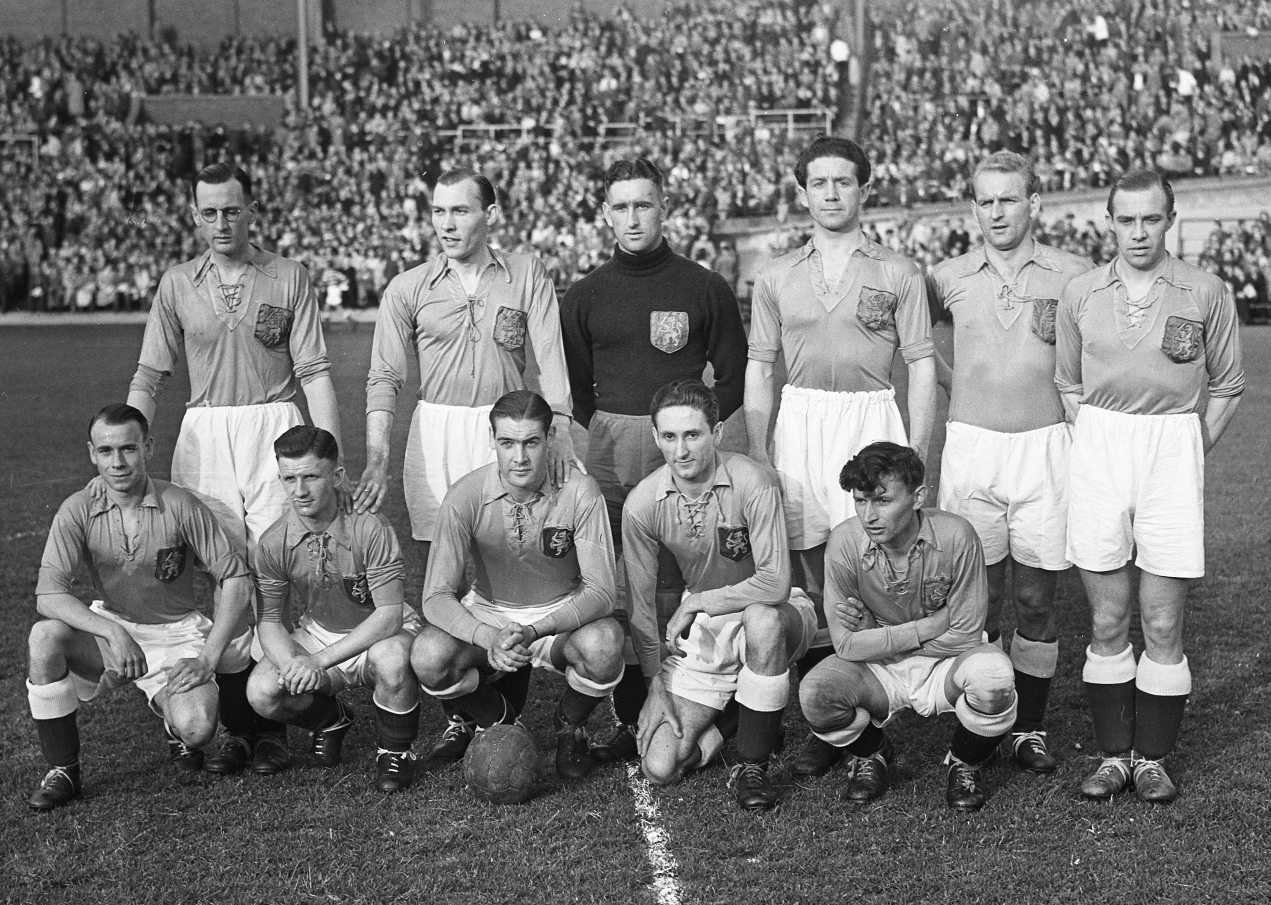
Абе Ленстра (нижній ряд, 1-й праворуч) перед грою проти Швейцарії. 1948 рік.

На початку 1940 року Нідерландці програли попередню гру проти Бельгії, яка була перенесена з 3 березня на 17 березня через холодну зиму, 1:7 в Антверпені. Незадовго до кінця Кік Сміт зміг забити лише втішний гол В результаті на наступний матч проти Люксембурга тренер збірної Боб Гленденнінг вирішив серйозно змінити склад і запросив п'ятьох дебютантів, серед яких опинився і Ленстра. Таким чином 31 березня 1940 року, у віці 19 років, він нарешті дебютував у національній збірній на «Де Кейпі». Втім гра вийшла невтішною і була названа De Scham van Rotterdam («Ганьба Роттердама») у De Telegraaf, оскільки Люксембург сенсаційно переміг 5:4. Тому для чотирьох інших дебютантів перша гра в збірній стала і останньою, але Ленстра, однак, був одним із кращих гравців на полі того вечора, ідеально закрив позицію Сміта на півлівому фланзі як подавач, а також сам забив гол на десятій хвилині: після результативної передачі Гуса Дрегера він забив перший гол за свою національну збірну і став першим фризцем, який зіграв за збірну.
Але в Голландії все ще існували упередження щодо молодого фриза, не лише серед Oranje legioen, уболівальників національної збірної, а й серед визнаних гравців. Абе висміювали через те, що він був «маленьким фризьким фермером». У своїй другій грі проти Бельгії в квітні, згадував він пізніше, «один з моїх товаришів по команді не припиняв скаржитися мені протягом 90 хвилин. Кожного разу, коли я отримував м'яч, він кричав, щоб я віддав його, тому що я нічого не можу з ним зробити». Це був Лен Венте, основний гравець збірної на позиції центрального форварда з 1933 року, який двічі брав участь у чемпіонаті світу, а у цьому матчі забив свій 19 гол за збірну. Венте, очевидно, боявся, що суперталант Абе може забрати його місце в збірній. На фотографії, зробленій після перемоги у тому матчі з рахунком 4:2, видно дев'ять гравців, вісім із яких сміються; тільки Ленстра покидає поле з похиленою головою. Після гри він пропустив бенкет і поїхав прямо в Геренвен. Він попрощався зі своїми товаришами по роздягальні словами: «Я більше ніколи не буду грати з тим хлопцем у футбол! Ви більше ніколи мене тут не побачите. До побачення!». І він мав рацію щодо першої частини твердження. Абе був викликаний на наступний міжнародний матч — в Люксембурзі 12 травня 1940 року голландці хотіли взяти реванш за «ганьбу Роттердама»; Натомість Венте мав з'явитися до військових у рамках мобілізації і перебував у той час у казармі. Але команда так і не змогла поїхати до Люксембургу на гру, оскільки німецькі війська вторглися та окупували Нідерланди 10 травня 1940 року; Друга світова війна завадила подальшим міжнародним матчам, а після війни Венте був занадто старим для збірної, а Ленстра, з іншого боку, зробив собі ім'я завдяки успіхам із «Геренвеном» і знову був частиною команди в першій післявоєнній грі в 1946 році, під час перемоги 6:2 у Люксембурзі 10 березня.
Згодом він брав участь в Олімпіаді 1948 року, але не забив у двох іграх голландців на тому турнірі.
Ленстру використовували на всіх позиціях в атаці — під час своїх виступів у національній команді він п'ять разів зіграв на правому фланзі, сім разів напівправому, тричі на позиції центрального нападника, сім разів на лівому фланзі — і в 25 міжнародних матчах він використовувався на своїй улюбленій позиції як лівий напівфорвард.
Спочатку Ленстра часто мав проблеми з так званою відбірковою комісією (Keuze Commissie). В ті роки не тренер, а саме комісія збирала заявку і визначала склад. На його власну думку, Ленстра був найкращим на позиції лівого вінгера, але відбірковий комітет регулярно використовував його на інших позиціях, де футболіст не любив грати. Іноді він не йшов, якщо його не випускали на потрібну йому позицію, іноді його взагалі не відбирала комісія з різних причин.
Після того, як у грудні 1952 року змінився склад відбіркової комісії, яка тепер включала колишнього гравця національної збірної Гаррі Деніс Абе став стабільно грати на своїй рідній позиції і вперше вивів команду як капітан команди на матч проти Данії, який проводився як благочинний захід, кошти від якого були спрямовані на допомогу жертвам повіді у Нідерландах. У тій грі Ленстра забив гол, але команда все ж програла 1:2 у Роттердамі.
Ця гра була офіційною, але пізніше була затьмарена неофіційним матчем, що пройшов через п'ять днів у Парижі. В ньому зіграли нідерландські футболісти-професіонали, що в основному грали у професійних лігах Франції, проти збірної Франції і перемогли з рахунком 2:1. Абе Ленстра був серед журналістів в прес-ложі на Парк-де-Пренс. На запрошення друга з журналу Sport en Sportwereld його попросили написати статтю про гру. Перед грою Ленстра передбачив, що французи виграють «приблизно 4:0». Але після гри він був у захваті від нідерландських професіоналів, які, на його думку, надзвичайно вдосконалилися технічно, тактично та фізично після того, як покинули Нідерланди. Але через заборону на професіоналізм за збірну Нідерландів вони грати не могли.
В результаті у наступних міжнародних матчах зі своїми товаришами по команді з аматорської ліги Нідерландів Ленстра здавався млявим; його друг Кік Геудекер із Sport en Sportwereld писав, що капітан команди був «не лише незацікавлений, відсутній і байдужий, але й технічно поганий» у матчі проти Бельгії 19 квітня 1953 року. Трохи пізніше Ленстра оголосив, що він втомився від футболу. Ігор у клубі йому вистачало. Тепер він вважав за краще грати в теніс або займатися іншим хобі.

### 1954—1959: Повернення до збірної

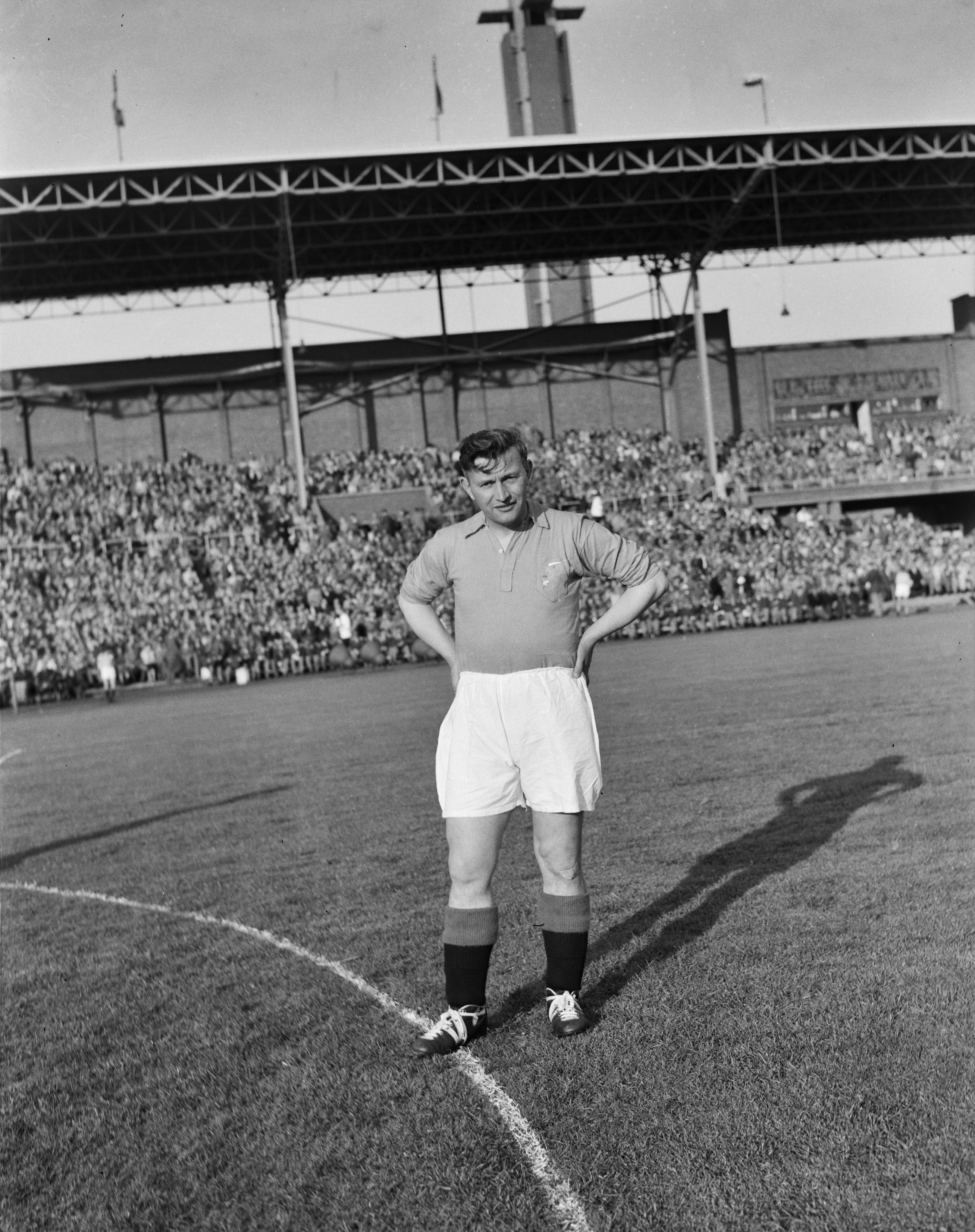
Абе Ленстра у збірній в 1956 році.

Лише після того, як наприкінці 1954 року KNVB об'єднався з NBVB, новоствореною асоціацією професійних клубів, і професійний футбол поступово закріпився, Ленстра повернувся до збірної. 13 березня 1955 року відбувся перший міжнародний матч, в якому брали участь і професіонали. Такі гравці, як Франс де Мюнк, Кор ван дер Гарт та інші повернулися до команди після багатьох років, коли вони не могли грати через професіоналізм. Але єдиний гол забив саме Ленстра в матчі проти Данії (1:1), яка все ще грала лише аматорами. Тому професіоналів, яким аплодували перед грою, освистали.
Ленстра отримав запрошення на наступну гру, але йому довелося відмовитися від нього через травму стегна. Але після того, як його травма зажила, відбіркова комісія не включила його на наступні ігри. Здавалося, відхід 34-річного гравця зі збірної остаточно стався.
Лише в грудні 1955 року його знову запросили на благодійну гру для допомоги біженцям. Суперником у Роттердамі став «Рот-Вайс» (Ессен), клуб, який хотів забрати гравця до Німеччини двома з половиною роками тому. У той час як преса припускала, що асоціація запросила Ленстру лише для того, щоб залучити більше глядачів, сам Абе побачив нову можливість. Він скористався ситуацією і забив гол, а нідерландці перемогли з рахунком 4:1.
Своє четверте повернення до збірної він здійснив у 1956 році. Не в останню чергу завдяки новому тренеру Максу Меркелю. Австрієць вважав його «одним із найкращих футболістів і людиною з неймовірним відчуттям м'яча».
Після розмови один на один у першому тренувальному таборі в історії збірної Нідерландів, у Венло, вони так добре порозумілися, що пізніше Ленстра назвав Меркеля своїи найкращим тренером, хоча зіграв під його керівництвом лише три гри. Перший матч відбувся 14 березня 1956 року на Рейнштадіоні перед 40 000 глядачів, 10 000 з яких були голландськими вболівальниками, проти чинних чемпіонів світу збірної ФРН. У програмному буклеті Абе отримав найвищі оцінки, а у самому матчі, який, мабуть, запам'ятався найкраще, Ленстра виправдав очікування, відзначившись двома голами у воротах Фріца Геркенрата і привів команду до заслуженої перемоги з рахунком 2:1.
Разом з Фасом Вілксом і плеймейкером Кесом Рейверсом Ленстра сформував серце атаки збірної на позиції лівого напівнападника у 1950-х роках, відоме як «Золоте внутрішнє тріо» (Gouden binnentrio). Ці троє вперше зіграли разом у першому післявоєнному міжнародному матчі 10 березня 1946 року в Люксембурзі (6:2), проте Ленстра не забив гол, натомість Вілкс відзначився чотири рази. Через те, що Вілкс і Рейверс були відсторонені від національної збірної як іноземні професіонали, було лише десять ігор, які всі троє зіграли разом. Однак лише один із них був програний, і то лише після додаткового часу. Експерти з голландського футболу 1950-х років також люблять стверджувати, що всі троє в одній команді були «занадто хорошими». У останній грі, в якій троє грали разом, Ленстра пережив одну із «найсумніших подій у своїй кар'єрі». Це сталось 25 вересня 1957 року. У відборі на чемпіонат світу в Швеції голландцям потрібна була перемога над Австрією. На Олімпійському стадіоні в Амстердамі Ганаппі вивів австрійців вперед через півгодини; Підопічні Елека Шварца програвали до 61-ї хвилини, коли Ленстра зрівняв рахунок. У своїх автобіографічних нотатках Voetbal-leven («Футбольне життя») Ленстра згадує: «За сто секунд до фінального свистка я упустив шанс свого життя. Після сольного пробігу з півзахисту я був дуже близький до воріт австрійців. Гол точно був можливим. Але я поцілив прямо в руки воротаря Шміда!». В результаті Гра завершилася внічию і Нідерланди на вийшли на чемпіонат світу і Ленстра так ніколи і не зіграв на головному турнірі планети.

Остання гра Ленстри за збірну відбулася 19 квітня 1959 року знову в Амстердамі і знову проти Бельгії (2:2), в якій 38-річний гравець на 73-й хвилині забив останній гол. Всього в національній збірній він провів 47 ігор; У трьох з цих матчів він носив капітанську пов'язку.
Всього за збірну він забив 33 голи, стільки ж, скільки пізніше Йоган Кройф, але н відміну від Кройфа, Ленстра нетривалий час був найкращим бомбардиром в історії збірної (1958—1959), побивши рекорд Беба Бакгейса 23 квітня 1958 року. У тому товариському матчі проти збірної Нідерландських Антильських островів (8:1) Ленстра забив свій 29-й, а також 30-й гол. 4 листопада 1959 року Фас Вілкес обійшов його, забивши свій 34-й гол.
Через 62 роки після останнього виступу Абе Ленстри на міжнародному рівні, під час гри збірної Нідерландів проти Чехії у 1/8 фіналу чемпіонату Європи 2021 року, De Telegraaf написав, коли рахунок був 0:2: «Шість хвилин доданого часу! Тож будемо сподіватися на Абе Ленстру».

## Кар'єра тренера

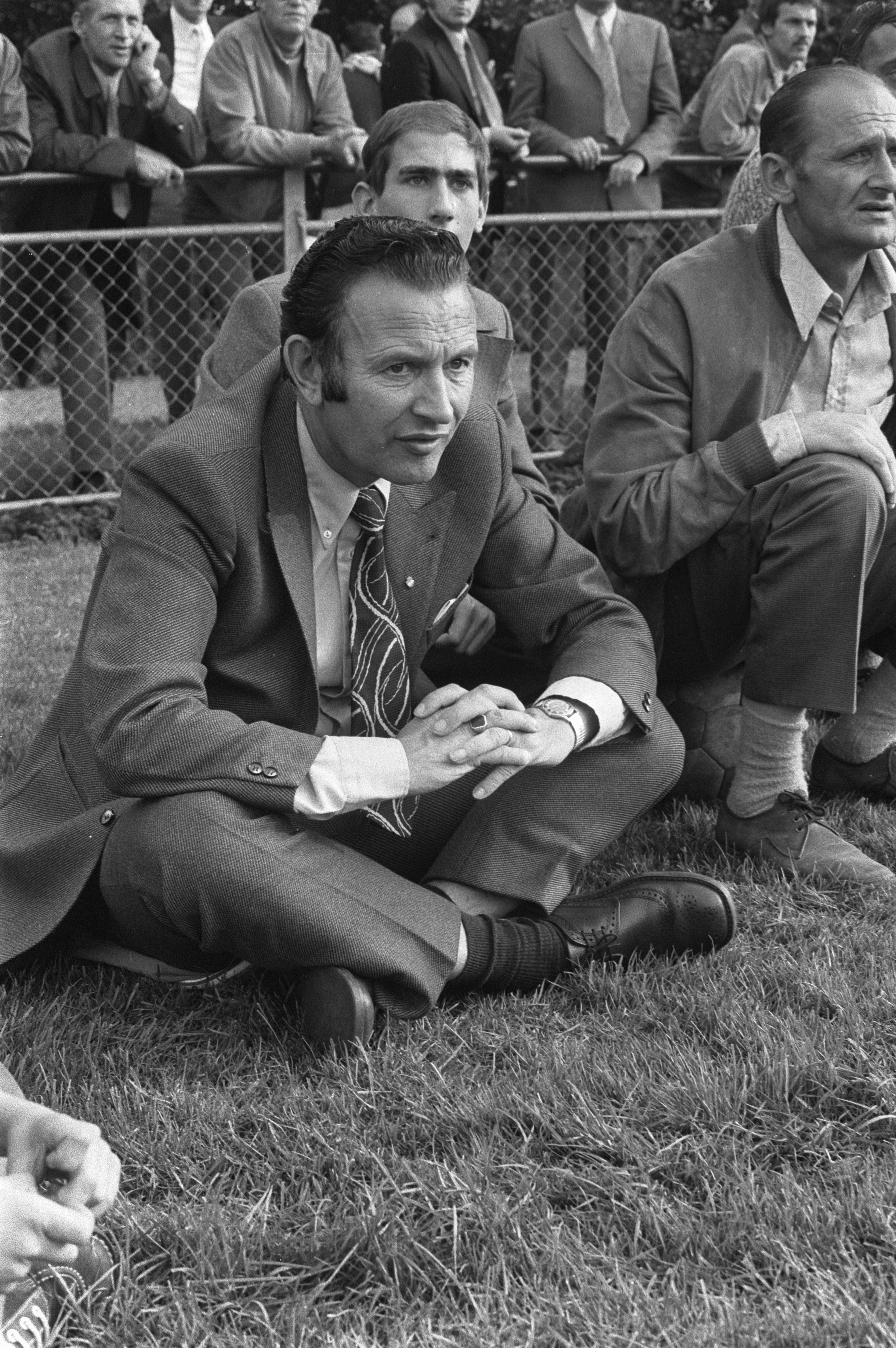
Абе Ленстра у 1971 році.

Після війни Ленстра вже тимчасово очолював «Геренвен» як граючий тренер. Протягом своєї ігрової кар'єри він також успішно опікувався молодіжною командою «Енсхедезе Бойз», яку він привів до чемпіонства в 1962 році і де-факто, хоча і не номінально, був граючим тренером команди другого дивізіону з квітня 1962 року.
«Абе насправді ніколи не хотів стати тренером, — сказала дружина Хілтє Ленстра після його смерті, — але він все одно спробував». Тож він працював тренером у клубах нижчих дивізіонів: СОС у Геллендорні, «Веє» з однойменного міста, ДОС (Кампен) ДОС'19 (Денекампі), ВСВ (Апелдорн) та «Ассен».
Він демонстрував деяку поведінку, яка навіть тоді була досить незвичною для тренера. Він змушував гравців бігати лісом і стрибати, а він сидів у своїй машині на морозі; Він не переодягався на тренування і часто не приходив на ігри. Його остання тренерська робота в Ассені в 1972 році тривала лише шість місяців. Суперечка з гравцями через довжину волосся закінчилася тим, що вони заштовхали його в душ в одязі.
Коли він тренував «Ассен», він також працював у Хогевені менеджером ювелірного магазину Класа Остергофа, колишнього лівого вінгера «Геренвена». «Як тренер, — пізніше сказав Остергоф, — Абе був катастрофою».

## Особисте життя

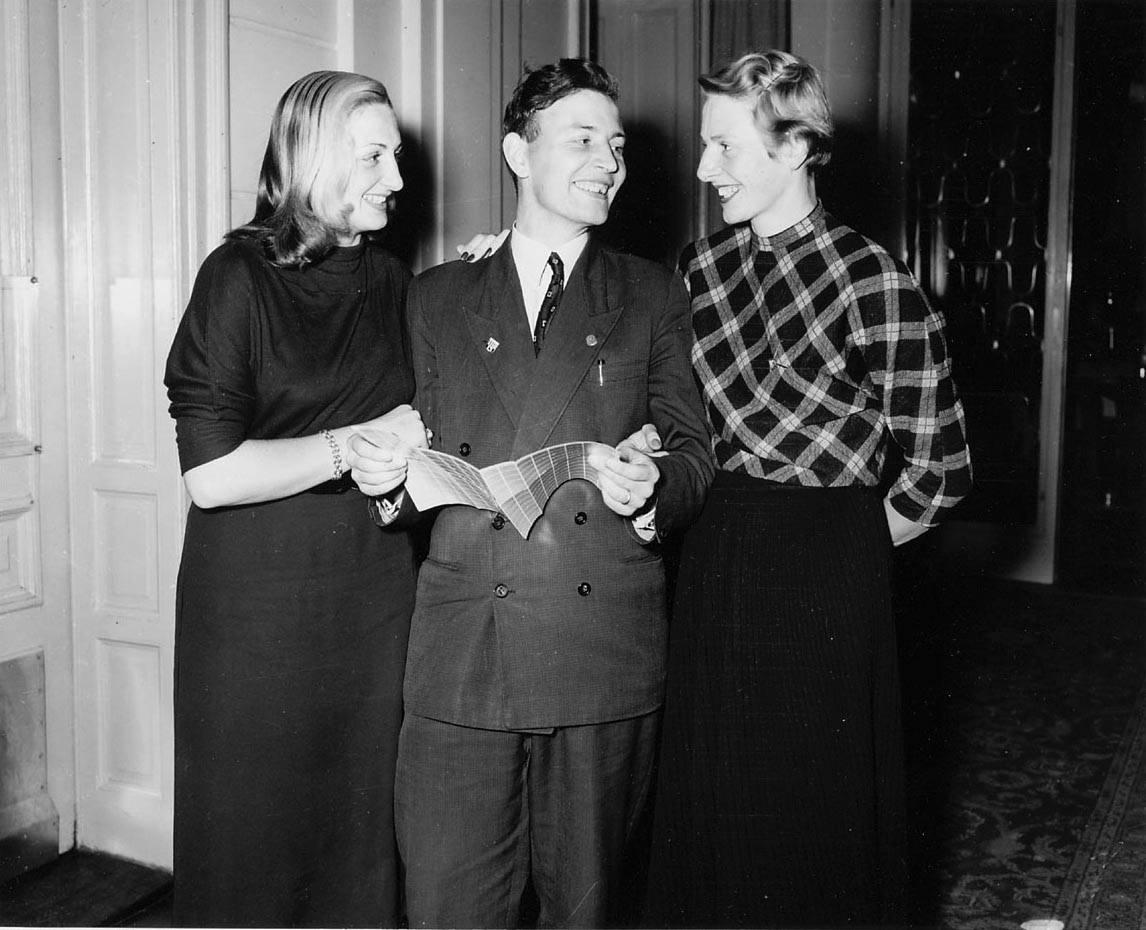
Голландська плавчиня Ганні Термелен (ліворуч), Абе Ленстра (у центрі) та голландська спортсменка Фанні Бланкерс-Кун (праворуч) на створенні Нідерландського дитячого фонду (1952)

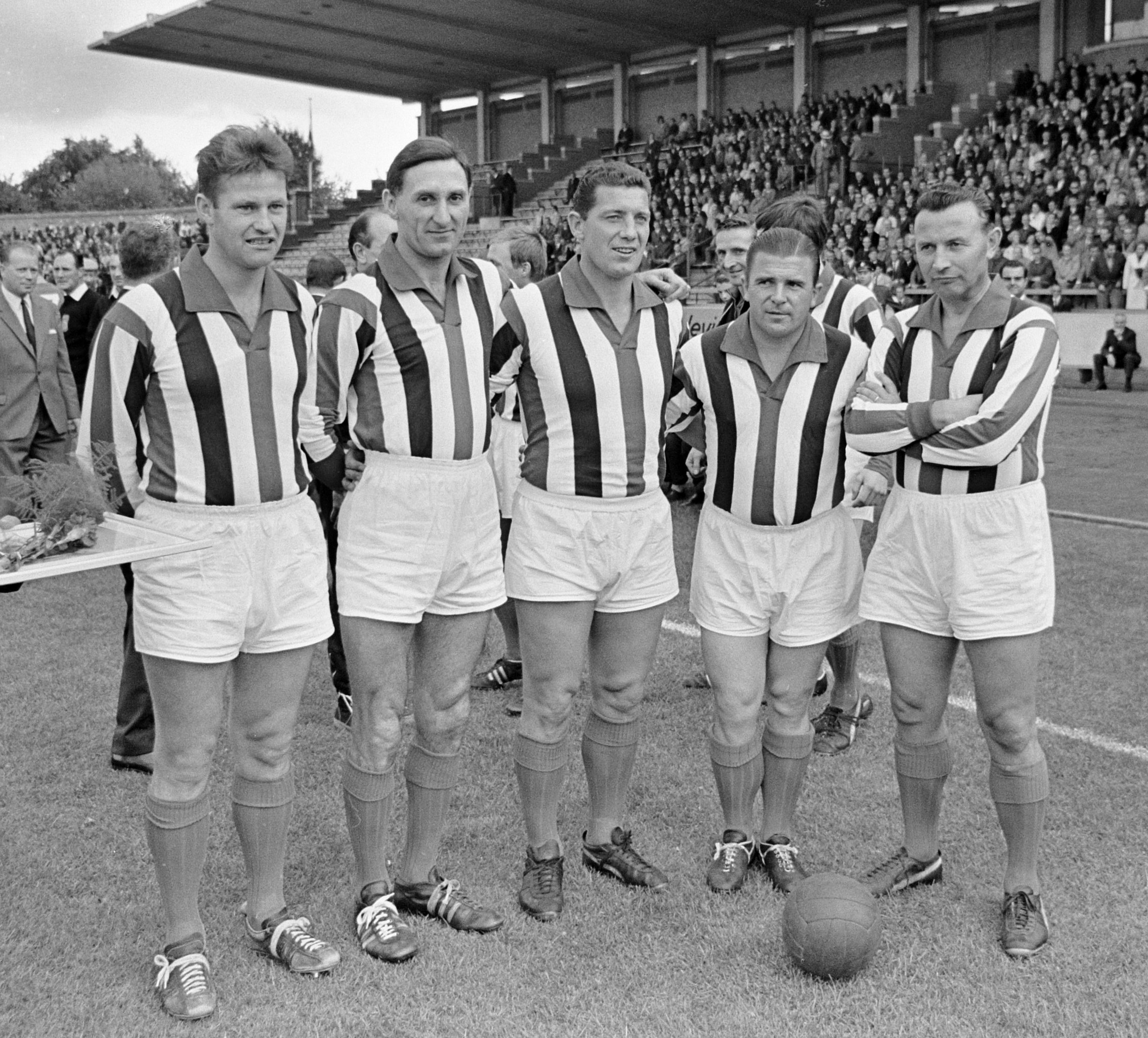
Абе Ленстра (справа) з Ференцем Пушкашем на ювілейному матчі «Віллема II» у Тілбурзі (1966)

Ленстра користувався величезною популярністю серед футбольних уболівальників як у Фрисландії, так і в Нідерландах. Через це в 1950-х Геренвен часто називали Абевен. У сезоні 1947/48, середня аудиторія на домашніх матчах «Геренвена» становила близько 18 000 глядачів за гру — у місті, яке мало близько восьми тисяч жителів. «З усіх куточків Фрисландії, Гронінгена та Дренте люди стікалися до стадіону, щоб побачити гру чемпіонської команди з Геренвена», — йдеться в книзі Тома Меркюра Rondom Abe. Ленстра був Геренвеном, а Геренвен був Ленстрою. Його самого також називали ús Abe («наш Абе») західно-фризькою. Разом з Фасом Вілкесом і Кіком Смітом Абе Ленстра послужив зразком для комерційно успішного героя коміксів, що грає у футбол, Кіка Вілстри; Пригоди футбольного героя спочатку з'являлися в журналах, а в другій половині 1950-х років також у книгах.
Донині Абе Ленстра вважається одним із найвидатніших голландських футболістів. У 1951 році він був обраний найкращим спортсменом року в Нідерландах; У 1952 році йому було присвоєно це звання вдруге. Рекламна індустрія також скористалася популярністю Ленстри: він рекламував, зокрема, C&A та Coca-Cola, а його дружина теж була задіяна в рекламі — вона рекламувала Maggi.
Через багато років після його відходу зі збірної голландські вболівальники скандували його ім'я, коли команда грала погано, а Рімер ван дер Вельде, колишній президент «Геренвена», вважав Ленстру найкращим гравцем усіх часів — «Якби не Йоган Кройф, а Абе Ленстра народився в Амстердамі, то не Кройф, а Абе був би визнаний футболістом століття».
Однак Ленстра був менш добре сприйнятий колегами-спортсменами. Він був свавільний і примхливий. У розмовах з колишніми одноклубниками Ленстри Том ван Гулсен, головний редактор Voetbal international, виявив, що всі шанують і поважають Абе як футболіста, але ніхто не вважав його симпатичним. Гравці національної збірної були щасливі, коли Абе знову посварився з федерацією, тому що тоді атмосфера в збірній стала кращою
Однією з причин цього було те, що Ленстра завжди насолоджувався свободою в «Геренвені», а інші гравці мусили працювати на нього. У звиклих до успіху зірок національної збірної це не вийшло. Фаас Вілкс прокоментував це незадовго до своєї смерті в 2006 році:
Окрім тренерської роботи, Ленстра заробляв як представник пивоварні. Ще до завершення кар'єри тренера наприкінці 1972 року пивоварний завод перевів його в офіс. Нова робота була в Зволле, а в 1971 році Ленстра переїхав до Стапгорста, на північ від Зволле, пуританського містечка, де переважала церква — не ідеальне середовище для дитини робітничого класу з Геренвена. Тому через чотири роки родина переїхала до Алмело. Абе Ленстра все ще грав у футбол у свої п'ятдесят років — чи то в благодійних чи ювілейних командах, чи в команді ветеранів Alt-Internationalen, які організовував його друг Рінус Шап.

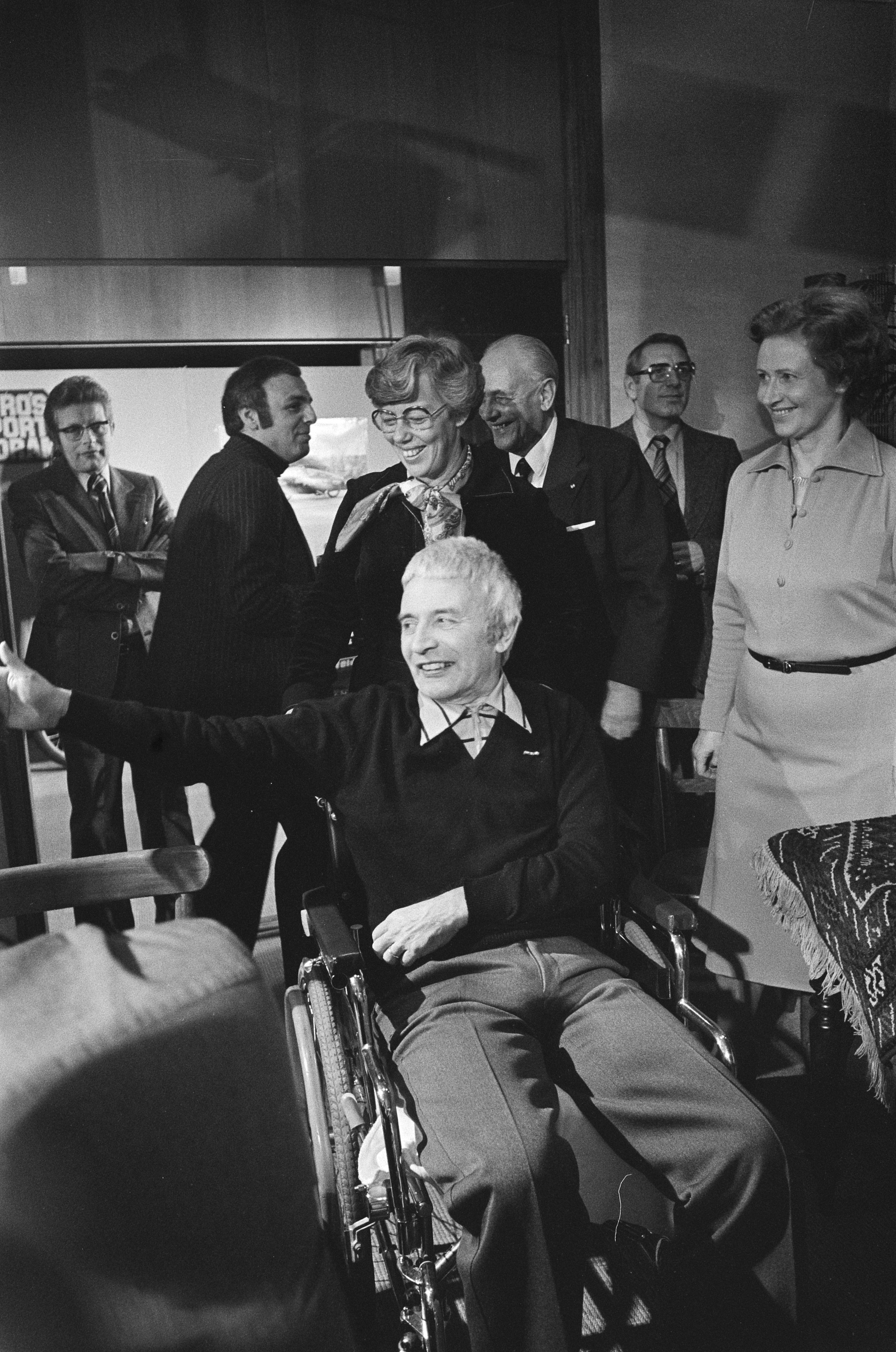
Абе Ленстра в інвалідному візку під час виборів спортсмена року Нідерландів 1978 року.

21 березня 1977 року у спортсмена, який за все життя майже не курив і не пив, стався інсульт, коли він їхав додому після тренування. Він вижив, але крововилив у мозок прикував його до інвалідного візка на все життя. Гіл і Абе Ленстра повернулися до Геренвена наступного року за ініціативою комітету Abe weer thuis («Абе повернувся додому»). Почесним головою цього комітету, який перш за все забезпечив отримання Ленстрою квартири, придатної для інвалідів, був принц Бернхард, який сам був шанувальником футбольних навичок Ленстри.
Через вісім років Абе Ленстра помер у віці 64 років у своєму рідному місті, за два дні до міжнародного матчу проти Болгарії на стадіоні «Геренвена», на який колишній нападник був запрошений як почесний гість. Його тіло було кремовано 6 вересня 1985 року в крематорії в Гаутюмі.

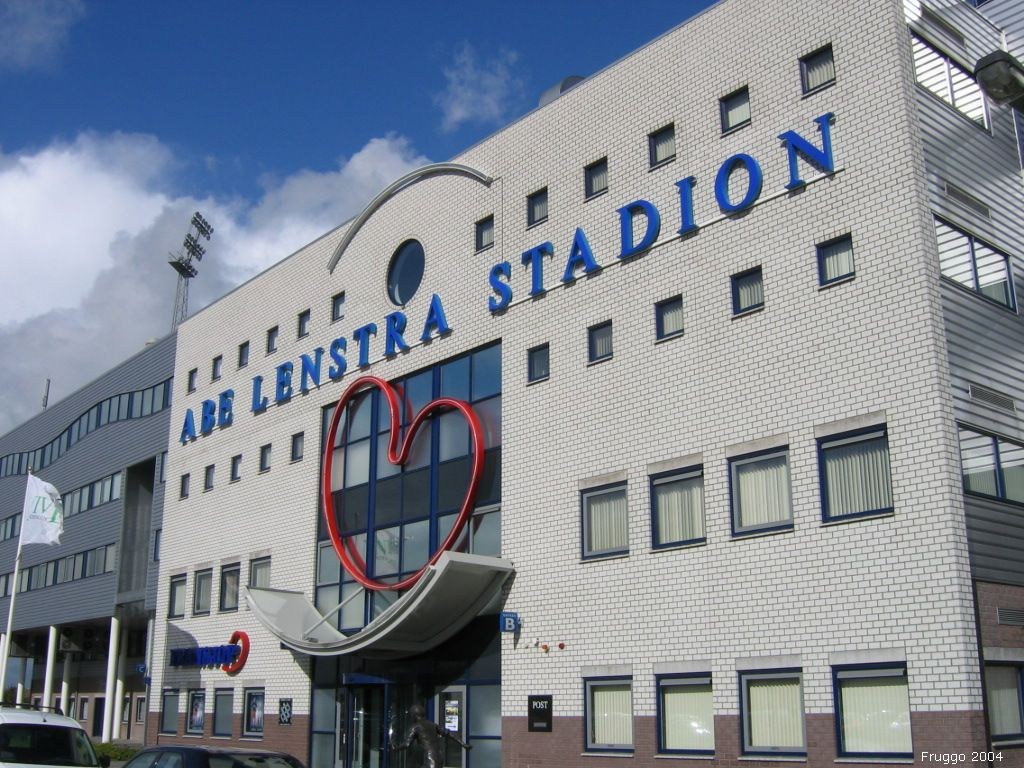
Стадіон «Абе Ленстра» в Геренвені

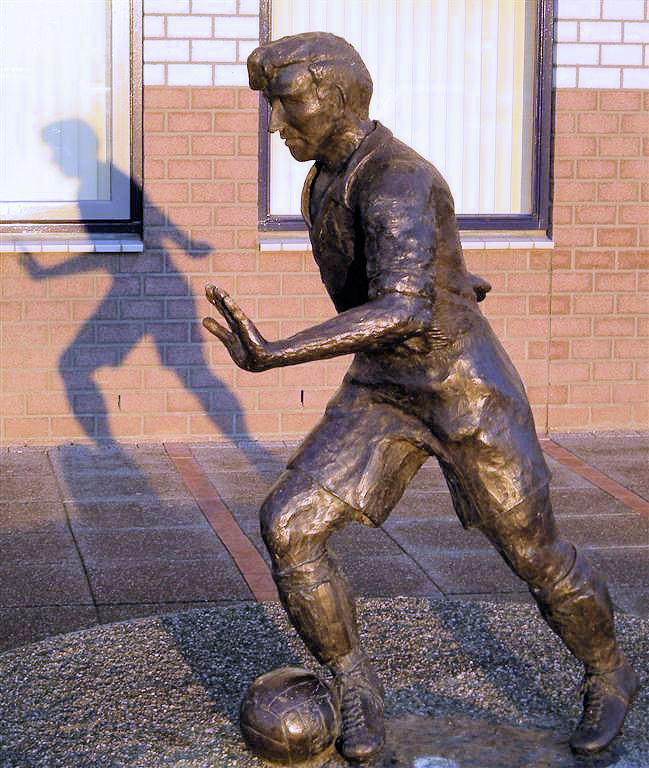
Пам'ятник Абе Ленстрі на стадіоні Абе Ленстра

Спортивний журналіст Ніко Схепмакер написав у своєму некролозі 3 вересня 1985 року: «Легенда померла, наскільки легенда може померти. Він був живою легендою, тепер він мертва легенда; Але легенда залишається до тих пір, поки на землі є люди, які на власні очі бачили, як Абе грав у футбол.».
Через шість місяців після смерті Ленстри, 15 березня 1986 року, стадіон «Геренвена» було перейменовано на його честь. Коли клуб побудував новий стадіон у 1994 році, він також отримав назву «Абе Ленстра». Біля його головного входу стоїть статуя футболіста, а вулиця біля стадіону називається бульвар Абе Ленстри. У 1995 році життя Ленстри навіть лягло в основу мюзиклу, в якому були відтворені сцени легендарної перемоги проти «Аякса» з рахунком 6:5. Прем'єра відбулася на стадіоні його імені в рамках Frysk Festival; Тодішній гравець «Геренвена» Ронні Пандер зіграв роль Ленстри.

## Досягнення та відзнаки
- Чемпіон Eerste Klasse Noord: дев'ять разів поспіль, з 1942 по 1951 (з «Геренвеном»)
- Віце-чемпіон Нідерландів: 1947, 1948 (з «Геренвеном») і 1958 (з «Енсхеде»)
- Спортсмен року у Нідерландах: 1951, 1952
- Включений до символічної збірної Нідерландів століття у 2000 році (як єдиний померлий гравець)
- Почесний член «Геренвенома» з 24 серпня 1956 року
- Почесний громадянин Геренвена з 16 червня 1965 року
- Включення до канону фризької історії провінції Фрісландія[76].
- Увійшов до топ-100 в голосуванні De Grootste Nederlander, 2004
- Чемпіон Оверейсела з ковзанярського спорту, рік невідомий[77]